# Demis Hassabis
Sir Demis Hassabis (født 27. juli 1976) er en britisk datalog, forsker i kunstig intelligens, entreprenør, skakspiller og nobelprismodtager. I sin tidlige karriere var han computerspil-AI-programmør og -designer og dygtig brætspiller. Han er CEO og medgrundlægger af Google DeepMind and Isomorphic Labs og rådgiver for den britisk regering i AI.
Han er Fellow of the Royal Society og har vundet mange prestigefyldte priser for sit arbejde med AlphaFold inklusive Breakthrough Prize, Canada Gairdner International Award og Lasker Award. I 2017 blev han udnævnt CBE og var inkluderet på Time 100s liste over mest indflydelsesrige personer. I 2024 blev han slået til ridder for sit arbejde med AI.
Hassabis og John M. Jumper modtog halvdelen af nobelprisen i kemi i 2024 for deres udvikling af AlphaFold, der er en kunstig intelligens, som kan bruges til forudsigelse af proteinstrukturer.
Hassabis taler for en eksistentiel risiko fra kunstig intelligens og mener, at AI der er klogere end mennesker er sandsynlig inden for en kortere årrække, og at det sandsynligvis vil resultere menneskehedens undergang særligt hvis det misbruges. I 2023 underskrev Hassabis erklæringen om "mitigering af risikoen for udryddelse fra kunstig intelligens skal være et global prioritet på niveau med andre sociale risici som pandemier og atomkrig".